# Danh sách máy bay (I-M)
Danh sách máy bay
A B C-D E-H I-M N-S T-Z

## I

### IAI
- IAI Arava
- IAI Astra
- IAI C-38 Courier
- IAI F-21 Kfir
- IAI Galaxy
- IAI Heron
- IAI Kfir
- IAI Lavi
- IAI Nesher
- IAI Phalcon
- IAI Seascan
- IAI Westwind

### IAMI
- IAMI Azarakhsh
- IAMI Dorna
- IAMI Iran-140
- IAMI Paratsu
- IAMI Project 2061
- IAMI Project 2091
- IAMI Shahed
- IAMI Shafagh
- IAMI Shavabiz
- IAMI Simorgh
- IAMI Tazarv

### Industria Aeronautică Română (IAR)
- IAR 12
- IAR 14
- IAR 16
- IAR 37
- IAR 39
- IAR 46
- IAR 79
- IAR 80
- IAR 81
- IAR 93
- IAR 95
- IAR 99
- IAR 109
- IAR 316
- IAR 317
- IAR 330
- IAR 330L - Socat
- IAR 821
- IAR 822
- IAR 823
- IAR 825
- IAR 831

### Iberavia
- Iberavia I-11
- Iberavia IP-2

### Ikarus
Trước năm 1945
- Ikarus Aero 2
- Ikarus IK 2

Sau năm 1945
- Aero-2/B/C/D
- Ikarus Aero-2H
- Ikarus 211
- Ikarus 231
- Ikarus 920 (desant glider)
- Ikarus Meteor (glider)
- Ikarus Košava (glider)
- Ikarus 213
- Ikarus 522
- Ikarus 214
- Ikarus Prvi maj
- Ikarus 215
- Ikarus Trojka
- Ikarus S-49A
- Ikarus 232 - Pionir
- Ikarus S-49C
- Ikarus Kurir
- Ikarus Kurir-H
- Ikarus 451
- Ikarus 451M
- Ikarus 452M
- Ikarus S-451M Zolja
- Ikarus J-451MM Stršljen I
- Ikarus S-451MM Matica
- Ikarus T-451MM Stršljen II
- Ikarus 452 - 2
- Ikarus 452 - 3

### Ilyushin
- Ilyushin DB-3
- Ilyushin Il-1
- Ilyushin Il-2
- Ilyushin Il-4
- Ilyushin Il-6
- Ilyushin Il-8
- Ilyushin Il-10
- Ilyushin Il-12
- Ilyushin Il-14
- Ilyushin Il-16
- Ilyushin Il-18
- Ilyushin Il-20
- Ilyushin Il-28
- Ilyushin Il-38
- Ilyushin Il-40
- Ilyushin Il-62
- Ilyushin Il-76
- Ilyushin Il-78
- Ilyushin Il-80
- Ilyushin Il-86
- Ilyushin Il-96
- Ilyushin Il-102
- Ilyushin Il-103
- Ilyushin Il-112
- Ilyushin Il-114

### Indisustrie Meccaniche e Aeronautiche Meridonali (IMAM)
- IMAM Ro.5
- IMAM Ro.30
- IMAM Ro.37
- IMAM Ro.41
- IMAM Ro.43
- IMAM Ro.44
- IMAM Ro.57
- IMAM Ro.58
- IMAM Ro.63

### Indraéro
- Indraéro Aéro 101
- Indraéro Aéro 110
- Indraéro Aéro 20
- Indraéro Aéro 30

### Insitu
- Insitu Aerosonde

### Interceptor Corporation
- Interceptor 400

### IPTN
- IPTN N-250

### Isaacs
- Isaacs Fury
- Isaacs Spitfire

### IVL
- IVL A.22 Hansa
- IVL C.24
- IVL C.VI.25
- IVL Haukka
- IVL K.1 Kurki

## J

### Jabiru Aircraft
- Jabiru Aircraft Jabiru

### JDM
xem Avions JDM

### Jodel
- Jodel D9
- Jodel D10
- Jodel D11

### Jovair
- Jovair J-2

### Junkers
- Junkers A50
- Junkers C-79
- Junkers CL.I
- Junkers D.I
- Junkers EF 61
- Junkers F.13
- Junkers G 23
- Junkers G 24
- Junkers G.38
- Junkers J.1 Blechesel (Tin Donkey)
- Junkers J.I
- Junkers Ju 52 Tante Ju
- Junkers Ju 53
- Junkers Ju 86
- Junkers Ju 87 Stuka
- Junkers Ju 88
- Junkers Ju 89
- Junkers Ju 90
- Junkers Ju 188 Rächer
- Junkers Ju 248
- Junkers Ju 252
- Junkers Ju 287
- Junkers Ju 288
- Junkers Ju 290
- Junkers Ju 352 Herkules
- Junkers Ju 388 Störtebeker
- Junkers Ju 390
- Junkers Ju 488
- Junkers EF132
- Junkers W34

## K

### Kaiser-Fleetwings
- Kaiser-Fleetwings A-39
- Kaiser-Fleetwings BTK

### Kaman
- Kaman HOK
- Kaman HUK
- Kaman HU2K Seasprite
- Kaman K-1200 K-Max
- Kaman SH-2 Seasprite.

### Kamov
- Kamov Ka-15
- Kamov Ka-18
- Kamov Ka-20
- Kamov Ka-22 Vintokryl
- Kamov Ka-25
- Kamov Ka-26
- Kamov Ka-28
- Kamov Ka-29
- Kamov Ka-32
- Kamov Ka-50
- Kamov Ka-136
- Kamov Ka-226

### Karhumäki
- Karhumäki Karhu

### Kawanishi
- Kawanishi E15K Shiun
- Kawanishi E7K
- Kawanishi H6K
- Kawanishi H8K
- Kawanishi N1K Kyofu
- Kawanishi N1K-J Shiden

### Kawasaki
- Kawasaki C-1
- Kawasaki KDA-5
- Kawasaki KH-4
- Kawasaki Ki-10
- Kawasaki Ki-32
- Kawasaki Ki-45 Toryu
- Kawasaki Ki-48
- Kawasaki Ki-56
- Kawasaki Ki-60
- Kawasaki Ki-61 Hien
- Kawasaki Ki-64
- Kawasaki Ki-66
- Kawasaki Ki-78
- Kawasaki Ki-96
- Kawasaki Ki-100
- Kawasaki Ki-102
- Kawasaki Ki-108
- Kawasaki OH-1
- Kawasaki T-4

### Kayaba
- Kayaba Heliplane
- Kayaba Ka-1
- Kayaba Ku-2
- Kayaba Ku-3

### Kazan Helicopters
- Kazan Ansat

### KEA
- KEA Chelidon

### Kestrel
- Kestrel K250

### Keystone Aircraft Corporation
Xem thêm: Huff-Daland
- Keystone B-3
- Keystone B-4
- Keystone B-5
- Keystone B-6
- Keystone Puffer

### Kinner Airplane & Motor Corporation
- Kinner Envoy
- Kinner Playboy
- Kinner Sportster
- Kinner Sportwing

### Klemm
- Klemm L.20
- Klemm Kl 25/L.25
- Klemm Kl 26
- Klemm Kl 31
- Klemm Kl 32
- Klemm Kl 33
- Klemm Kl 35
- Klemm Kl 36
- Klemm Kl 105
- Klemm Kl 106
- Klemm Kl 107
- Klemm Kl 151
- Klemm Kl 152
- Klemm Kl 107A

### Knoller Aircraft
- Knoller C.I
- Knoller C.II

### Kokusai
- Kokusai Ki 105 Ohtori
- Kokusai Ki-59
- Kokusai Ki-76
- Kokusai Ki-86
- Kokusai Ku-7
- Kokusai Ku-8

### Kondor
- Kondor D.VI
- Kondor E.III

### Koolhoven
- Koolhoven F.K.30 "Toerist"
- Koolhoven F.K.31
- Koolhoven F.K.35
- Koolhoven F.K.36
- Koolhoven F.K.37
- Koolhoven F.K.39
- Koolhoven F.K.40
- Koolhoven F.K.41
- Koolhoven F.K.42
- Koolhoven F.K.43
- Koolhoven F.K.44 "Koolmees"
- Koolhoven F.K.45
- Koolhoven F.K.46
- Koolhoven F.K.47
- Koolhoven F.K.48
- Koolhoven F.K.49
- Koolhoven F.K.49A
- Koolhoven F.K.50
- Koolhoven F.K.51
- Koolhoven F.K.52
- Koolhoven F.K.53 "Junior"
- Koolhoven F.K.55
- Koolhoven F.K.56
- Koolhoven F.K.57
- Koolhoven F.K.58
- Koolhoven F.K.59

### Kreider-Reisner
- Kreider-Reisner C-31

### Kyūshū Aircraft Company
- Kyūshū J7W Shinden
- Kyūshū K11W Shiragiku
- Kyūshū Q1W Tokai

## L

### Lake
- Lake Buccaneer
- Lake LA4
- Lake Renegade

### Lancair
- Lancair Columbia
- Lancair IV
- Lancair Legacy
- Lancair Propjet
- Lancair Sentry

### Lancashire Aircraft Company
- Lancashire Prospector

### Larkin Aircraft Supply Company(Lasco)
- Lasco Lascondor
- Lasco Lascoter
- Lasco Lascowl

### Latécoère
- Latécoère 3
- Latécoère 4
- Latécoère 5
- Latécoère 6
- Latécoère 8
- Latécoère 14
- Latécoère 15
- Latécoère 16
- Latécoère 17
- Latécoère 19
- Latécoère 21
- Latécoère 22
- Latécoère 23
- Latécoère 24
- Latécoère 25
- Latécoère 26
- Latécoère 28
- Latécoère 32
- Latécoère 35
- Latécoère 38 (380)
- Latécoère 49
- Latécoère 290
- Latécoère 298
- Latécoère 299
- Latécoère 300, 301, 302
- Latécoère 440
- Latécoère 500, 501
- Latécoère 521 "Lieutenant de Vaisseau Paris"
- Latécoère 522
- Latécoère 523
- Latécoère 550
- Latécoère 570
- Latécoère 582
- Latécoère 611
- Latécoère 631 "Lionel de Marmier"

### Lavochkin
- Lavochkin-Gorbunov-Goudkov LaGG-1
- Lavochkin-Gorbunov-Goudkov LaGG-3
- Lavochkin La-5
- Lavochkin La-7
- Lavochkin La-9
- Lavochkin La-11
- Lavochkin La-15

### Layzell
- Layzell Cricket

### Lear Jet
- Learjet 23
- Learjet 24
- Learjet 25
- Learjet 28
- Learjet 29
- Learjet 31
- Learjet 35
- Learjet 36
- Learjet 40
- Learjet 45
- Learjet 55
- Learjet 60

### LeO
- LeO 206
- LeO H-246
- LeO H-257
- LeO H-43
- LeO H-451
- LeO H-470
- LeO SE 200

### Les Mureaux
xem ANF Les Mureaux

### LET
- LET Brigadyr
- LET C-11
- LET L200 Morava
- LET L-40 MetaSokol
- LET L-410
- LET L-420

### Letov Kbely
- Letov Š-18
- Letov Š-118
- Letov Š-218
- Letov Š-28
- Letov Š-128
- Letov Š-228
- Letov Š-231
- Letov Š-328
- Letov Š-331
- Letov Š-428

### Levasseur
- Levasseur PL.14
- Levasseur PL.15
- Levasseur-Abrial A-1

### Liberty Aerospace
- Liberty XL2

### Lilienthal
- Derwitzer Glider

### Ling-Temco-Vought
- Ling-Temco-Vought A-7 Corsair II
- Ling-Temco-Vought XC-142

### LIPNUR
- LIPNUR Sikumbang
- LIPNUR Kumbang
- LIPNUR Belalang
- LIPNUR Kunang-kunang
- LIPNUR Super Kunang I
- LIPNUR Kolentang
- LIPNUR Super Kunang II
- LIPNUR Manyang
- LIPNUR Kindjeng

### Lockheed Martin
- Lockheed 212
- Lockheed A-9
- Lockheed A-28 Hudson
- Lockheed A-29 Hudson
- Lockheed AC-130 Spectre/Spooky
- Lockheed AH-56 Cheyenne
- Lockheed Ventura
- Lockheed B-34 Lexington
- Lockheed B-37 Lexington
- Lockheed B-69 Neptune
- Lockheed C-5 Galaxy
- Lockheed C-12 Vega
- Lockheed C-17 Super Vega
- Lockheed C-23 Altair
- Lockheed C-25 Altair
- Lockheed C-36 Electra
- Lockheed C-37 Electra
- Lockheed C-40 Electra
- Lockheed C-56 Lodestar
- Lockheed C-60 Lodestar
- Lockheed C-63 Hudson
- Lockheed C-69 Constellation
- Lockheed C-85 Orion
- Lockheed C-101 Vega
- Lockheed C-104
- Lockheed C-111 Super Electra
- Lockheed C-139
- Lockheed C-121 Constellation
- Lockheed C-130 Hercules
- Lockheed C-140 Jetstar
- Lockheed C-141 Starlifter
- Lockheed CF-104 Starfighter
- Lockheed Constellation
- Lockheed CP-122 Neptune
- Lockheed CP-140 Aurora
- Lockheed CT-133 Silver Star
- Lockheed D-21 Tagboard
- Lockheed EC-121 Warning Star
- Lockheed EC-130 Compass Call
- Lockheed Electra
- Lockheed EP-3 Aries II
- Lockheed ES-3 Shadow
- Lockheed F-94 Starfire
- Lockheed F-97 Starfire
- Lockheed F-104 Starfighter
- Lockheed F-117 Nighthawk
- Lockheed FO Lightning
- Lockheed FV
- Lockheed Have Blue
- Lockheed Hudson
- Lockheed JetStar
- Lockheed L-10 Electra
- Lockheed L-12 Electra Junior
- Lockheed L-14 Super Electra
- Lockheed L-100 Hercules
- Lockheed L-188 Electra
- Lockheed L-402
- Lockheed L-1011 Tristar
- Lockheed L-2000
- Lockheed Lodestar
- Lockheed P-2 Neptune
- Lockheed P-3 Orion
- Lockheed P-7
- Lockheed P-38 Lightning
- Lockheed P-80 Shooting Star
- Lockheed PV-1 Ventura
- Lockheed PV-2 Harpoon
- Lockheed P2V Neptune
- Lockheed R6V Constitution
- Lockheed RC-121 Warning Star
- Lockheed S-3 Viking
- Lockheed SR-71 Blackbird
- Lockheed T-33
- Lockheed T2V Sea Star
- Lockheed U-2
- Lockheed Vega
- Lockheed Ventura
- Lockheed WP-3D Orion
- Lockheed X-27
- Lockheed XB-30
- Lockheed XC-35 Electra
- Lockheed XF-90
- Lockheed XP-49
- Lockheed XP-58 Chain Lightning
- Lockheed YF-12
- Lockheed YP-24
- Lockheed Martin A-4AR Fightinghawk
- Lockheed Martin Aerial Common Sensor
- Lockheed Martin F-22 Raptor
- Lockheed Martin F-35 Joint Strike Fighter
- Lockheed Martin RQ-3 Dark Star
- Lockheed Martin VentureStar
- Lockheed Martin X-33
- Lockheed Martin X-35
- Lockheed Martin X-44 MANTA

### Loening
- Loening FL

### Loire
- Loire 46
- Loire 70
- Loire 130
- Loire 210
- Loire 501
- Loire-Nieuport LN 401

### Lualdi-Tassotti
- Lualdi-Tassotti ES 53

### Lublin(Plage i Laśkiewicz)
- Lublin R-VIII
- Lublin R-XIII (R-XIV)

### Luscombe
- Luscombe C-90
- Luscombe Model 8 Silvaire
- Luscombe Spartan

### Luton Aircraft
- Buzzard
- L.A.2
- L.A.3 Minor
- L.A.4 Minor
- L.A.5 Major

### LVG
- LVG B.I
- LVG C.II
- LVG C.V
- LVG C.VI

### LWD
- LWD Junak
- LWD Żak

### LWS
- LWS-1
- LWS-2
- LWS-3 Mewa
- LWS-4
- LWS-5
- LWS-6 Żubr
- LWS-7 Mewa II

## M

### M&D Flugzeugbau
- M&D Flugzeugbau Samburo

### Macchi
Xem thêm: Aermacchi
- Macchi C.200
- Macchi C.202
- Macchi C.205
- Macchi MB-226
- Macchi MB-308
- Macchi MB-323
- Macchi MB-326

### Maeda
- Maeda Ku-1
- Maeda Ku-6

### Maillet
- Maillet 201

### Mann Egerton and Company
- Mann Egerton Type B

### Mantelli
xem thêm Alaparma
- Mantelli AM-6
- Mantelli AM-8
- Mantelli AM-9
- Mantelli AM-10
- Mantelli AM-11
- Mantelli AM-12

### Marine Corps Warfighting Laboratory
- Dragon Eye

### Martin
- Martin 139WS
- Martin 156
- Martin 2-0-2
- Martin 4-0-4
- Martin A-15
- Martin A-22 Maryland
- Martin A-23 Baltimore
- Martin A-30 Baltimore
- Martin A-45
- Martin AM Mauler
- Martin B-10
- Martin B-12
- XB-13
- Martin XB-14
- Martin B-26 Marauder
- Martin B-33 Super Marauder
- Martin B-48
- Martin B-57
- Martin Baltimore
- Martin BM
- Martin C-3
- Martin JRM Mars
- Martin Maryland
- Martin MB
- Martin P4M Mercator
- Martin P5M Marlin
- Martin P6M SeaMaster
- Martin PBM Mariner
- Martin RM
- Martin XB-16
- Martin XB-22
- Martin XB-27
- Martin XB-51
- Martin XB-68
- Martin-Marietta X-23
- Martin-Marietta X-24

### Martinsyde
- Martinsyde A1
- Martinsyde Buzzard - còn gọi là F.4
- Martinsyde F1
- Martinsyde F2
- Martinsyde F3
- Martinsyde F6
- Martinsyde G100
- Martinsyde G102
- Martinsyde S1

### Maule
- Maule Air, Inc.  Moultrie, Georgia, USA
- Maule M-4
- Maule M-5
- Maule M-6
- Maule M-7
- Maule MT-7
- Maule MX-7-180A Build in Georgia, USA
- Maule MXT-7

### Maurice Farman
- Maurice Farman MF.7 Longhorn
- Maurice Farman MF.11 Shorthorn

### MBB
- MBB Bö 102
- MBB Bö 103
- MBB Bö 105
- MBB Bö 106
- MBB Bö 115
- MBB Fan Ranger
- MBB/Kawasaki BK 117
- MBB-Kawasaki CH-143

### McCulloch
- McCulloch J-2

### McDonnell
- McDonnell CF-101 Voodoo
- McDonnell F-2 Banshee
- McDonnell F-3 Demon
- McDonnell F-101 Voodoo
- McDonnell F-110 Spectre
- McDonnell FH Phantom
- McDonnell F2H Banshee
- McDonnell F3H Demon
- McDonnell XF-85 Goblin
- McDonnell XF-88 Voodoo
- McDonnell XP-67 Bat
- McDonnell Douglas A-4 Skyhawk
- McDonnell Douglas AH-64 Apache
- McDonnell Douglas AV-8 Harrier II
- McDonnell Douglas C-9 Skytrain II
- McDonnell Douglas C-10 Extender
- McDonnell Douglas CF-18 Hornet
- McDonnell Douglas CF-188 Hornet
- McDonnell Douglas DC-9
- McDonnell Douglas DC-10
- McDonnell Douglas F-15 Eagle
- McDonnell Douglas F/A-18 Hornet
- McDonnell Douglas F-4 Phantom II
- McDonnell Douglas F2H Banshee
- McDonnell Douglas KC-10 Extender
- McDonnell Douglas MD-11
- McDonnell Douglas MD-12
- McDonnell Douglas MD-81
- McDonnell Douglas MD-82
- McDonnell Douglas MD-83
- McDonnell Douglas MD-87
- McDonnell Douglas MD-88
- McDonnell Douglas MD-90
- McDonnell Douglas X-36
- McDonnell Douglas YC-15
- McDonnell Douglas/General Dynamics A-12 Avenger II

### Merckle
- Merckle SM 67

### Merlin Aircraft
- Merlin EZ
- Merlin GT

### Messerschmitt
- Messerschmitt Bf 108 Taifun
- Messerschmitt Bf 109
- Messerschmitt Bf 110
- Messerschmitt Bf 162
- Messerschmitt Me 163 Komet
- Messerschmitt Me 209
- Messerschmitt Me 210
- Messerschmitt Me 261
- Messerschmitt Me 262 Schwalbe
- Messerschmitt Me 263
- Messerschmitt Me 264 Amerika
- Messerschmitt Me 290
- Messerschmitt Me 309
- Messerschmitt Me 321 Gigant
- Messerschmitt Me 323 Gigant
- Messerschmitt Me 410 Hornisse
- Messerschmitt Me 609
- Messerschmitt C-44
- Messerschmitt Me P.1101 next generation fighter

### Meyers Aircraft Company
- Meyers OTW
- Meyers 125
- Meyers 145
- Meyers 200

### Mikoyan-Gurevich
- Mikoyan-Gurevich I-250 (N)
- Mikoyan-Gurevich I-270
- Mikoyan-Gurevich MiG-1
- Mikoyan-Gurevich MiG-3
- Mikoyan-Gurevich MiG-5
- Mikoyan-Gurevich MiG-7
- Mikoyan-Gurevich MiG-8
- Mikoyan-Gurevich MiG-9
- Mikoyan-Gurevich MiG-11
- Mikoyan-Gurevich MiG-13
- Mikoyan-Gurevich MiG-15
- Mikoyan-Gurevich MiG-17
- Mikoyan-Gurevich MiG-19
- Mikoyan-Gurevich MiG-21
- Mikoyan-Gurevich MiG-23
- Mikoyan-Gurevich MiG-25
- Mikoyan-Gurevich MiG-27
- Mikoyan-Gurevich MiG-29
- Mikoyan-Gurevich MiG-31
- Mikoyan-Gurevich MiG-35

### Mil
- Mil Mi-1
- Mil Mi-2
- Mil Mi-4
- Mil Mi-6
- Mil Mi-8
- Mil Mi-9
- Mil Mi-10
- Mil Mi-12
- Mil Mi-14
- Mil Mi-17
- Mil Mi-18
- Mil Mi-24
- Mil Mi-26
- Mil Mi-28
- Mil Mi-34
- Mil Mi-38

### Miles
- Miles M.1 Satyr
- Miles Aerovan
- Miles Falcon
- Miles Gemini
- Miles Hawk
- Miles Hawk Major
- Miles Hawk Trainer
- Miles M.11 Whitney Straight
- Miles M.17 Monarch
- Miles M.18
- Miles M.20
- Miles M.28 Mercury
- Miles M.38 Messenger
- Miles M.52
- Miles Magister
- Miles Martinet
- Miles Master
- Miles Mentor
- Miles Monitor
- Miles Nighthawk
- Miles Queen Martinet

### Miller, Merle
- Miller Lil' Rascal
- Miller Red Bare-un

### Millicer
- Millicer M10 AirTourer

### MIT
- MIT Daedalus

### Mitchell Aircraft Corporation
- Mitchell U-2 Superwing

### Mitsubishi
- Mitsubishi 1MF
- Mitsubishi 2MR
- Mitsubishi A5M
- Mitsubishi A6M Zero
- Mitsubishi A7M Reppu
- Mitsubishi ATD-X
- Mitsubishi B1M
- Mitsubishi B2M
- Mitsubishi B5M
- Mitsubishi C5M
- Mitsubishi F-1
- Mitsubishi F-2
- Mitsubishi F1M
- Mitsubishi G3M
- Mitsubishi G4M
- Mitsubishi J2M Raiden
- Mitsubishi J8M Shusui
- Mitsubishi K3M
- Mitsubishi Ki-1
- Mitsubishi Ki-2
- Mitsubishi Ki-15
- Mitsubishi Ki-21
- Mitsubishi Ki-30
- Mitsubishi Ki-46
- Mitsubishi Ki-51
- Mitsubishi Ki-57
- Mitsubishi Ki-67 Hiryu
- Mitsubishi Ki-83
- Mitsubishi Ki-109
- Mitsubishi Ki-202 Shusui-kai
- Mitsubishi L4M
- Mitsubishi MC-20
- Mitsubishi MH2000
- Mitsubishi MU-2
- Mitsubishi RP-1
- Mitsubishi T-2

### Monocoupe
- Monocoupe 90A

### Mooney
- Mooney M10
- Mooney M-18
- Mooney M20
- Mooney M22

### Morane-Saulnier
- Morane BB
- Morane H
- Morane I
- Morane L
- Morane LA
- Morane N
- Morane P
- Morane V
- Morane-Saulnier MoS-50
- Morane-Saulnier M.S.225
- Morane-Saulnier M.S.230
- Morane-Saulnier M.S.406
- Morane-Saulnier Type L
- Morane-Saulnier Type N

### Mureaux
xem ANF Les Mureaux

### Murphy Aircraft Mfg. Ltd.
- Murphy Elite
- Murphy Maverick
- Murphy Moose
- Murphy Rebel
- Murphy Renegade

### Myasishchev
- Myasishchev M-4
- Myasishchev M-18
- Myasishchev M-55
- Myasishchev VM-T

## Danh sách máy bay
A B C-D E-H I-M N-S T-Z